# خانه آیت‌الله ملا آقاحسین
خانه مرحوم آیت الله ملا آقاحسین مربوط به دوره قاجار است و در آران و بیدگل، محله دربند واقع شده و این اثر در تاریخ ۱۸ شهریور ۱۳۷۷ با شمارهٔ ثبت ۲۱۱۳ به‌عنوان یکی از آثار ملی ایران به ثبت رسیده است.